# Cadira de genolls

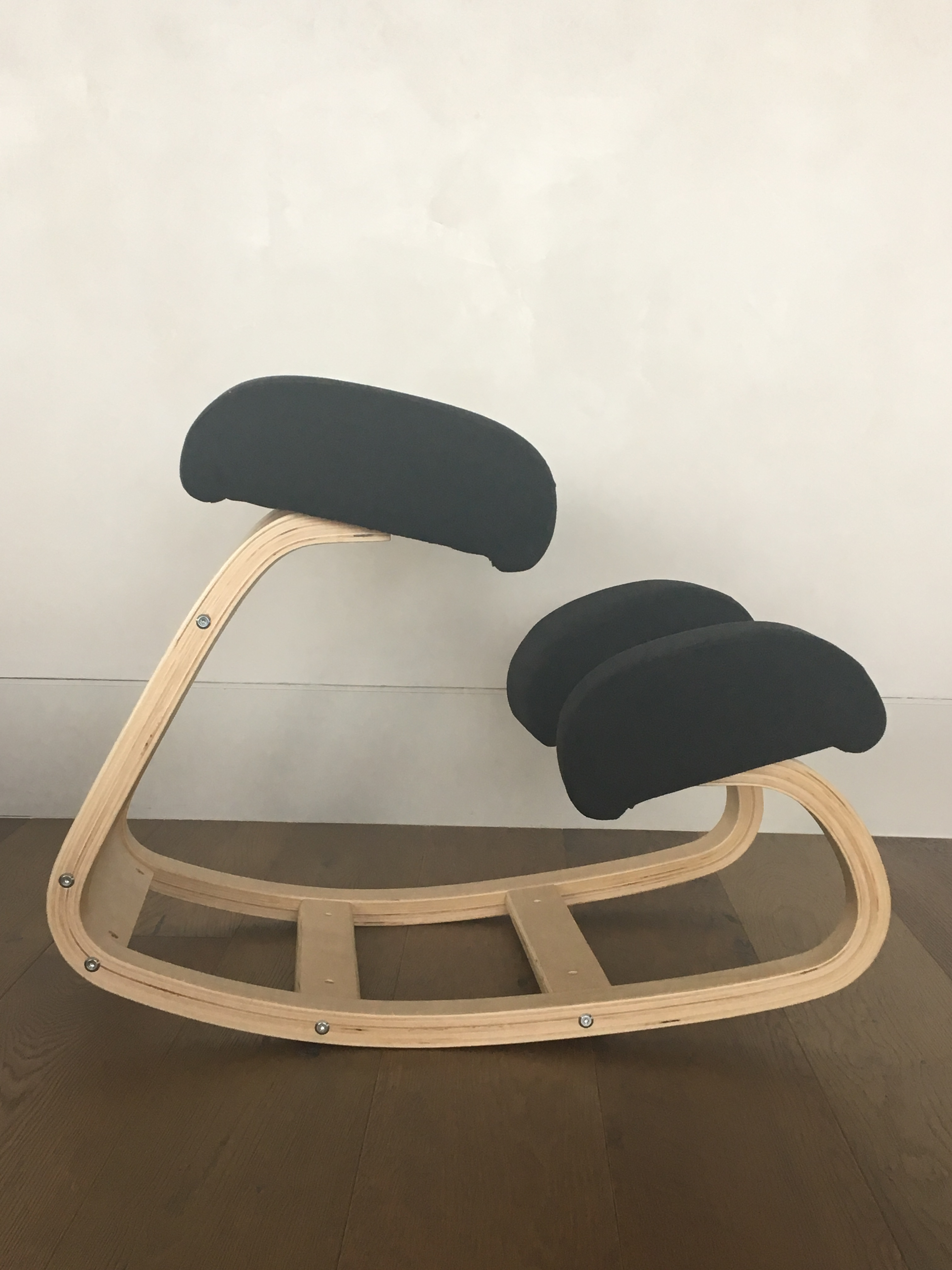
Cadira de genolls de baix cost

Una cadira de genolls, o cadira correctora, és una cadira  ergonòmica amb suport per les canyelles, dissenyada per evitar males postures en la persona asseguda, de tal manera que pot reduir els dolors d'esquena que ocasiona la permanència de llargs períodes en aquesta posició. De vegades també se l'anomena simplement cadira ergonòmica, però és també habitual que aquest terme es reservi per a les cadires d'oficina amb el suport ajustable.
Al seure en aquestes cadires, la persona té eles cuixes formant un angle d'entre 60 i 70  graus amb la vertical i els genolls doblegats i recolzant les canyelles sobre una tauleta encoixinada, de manera que el pes del cos es reparteix entre els glutis i les canyelles, a diferència de la postura tradicional, en la qual les cuixes formen un angle de 90 graus amb la vertical i tot el pes de el cos recau sobre la zona inferior de l'esquena (comprimint la part baixa de la columna vertebral).

## Història

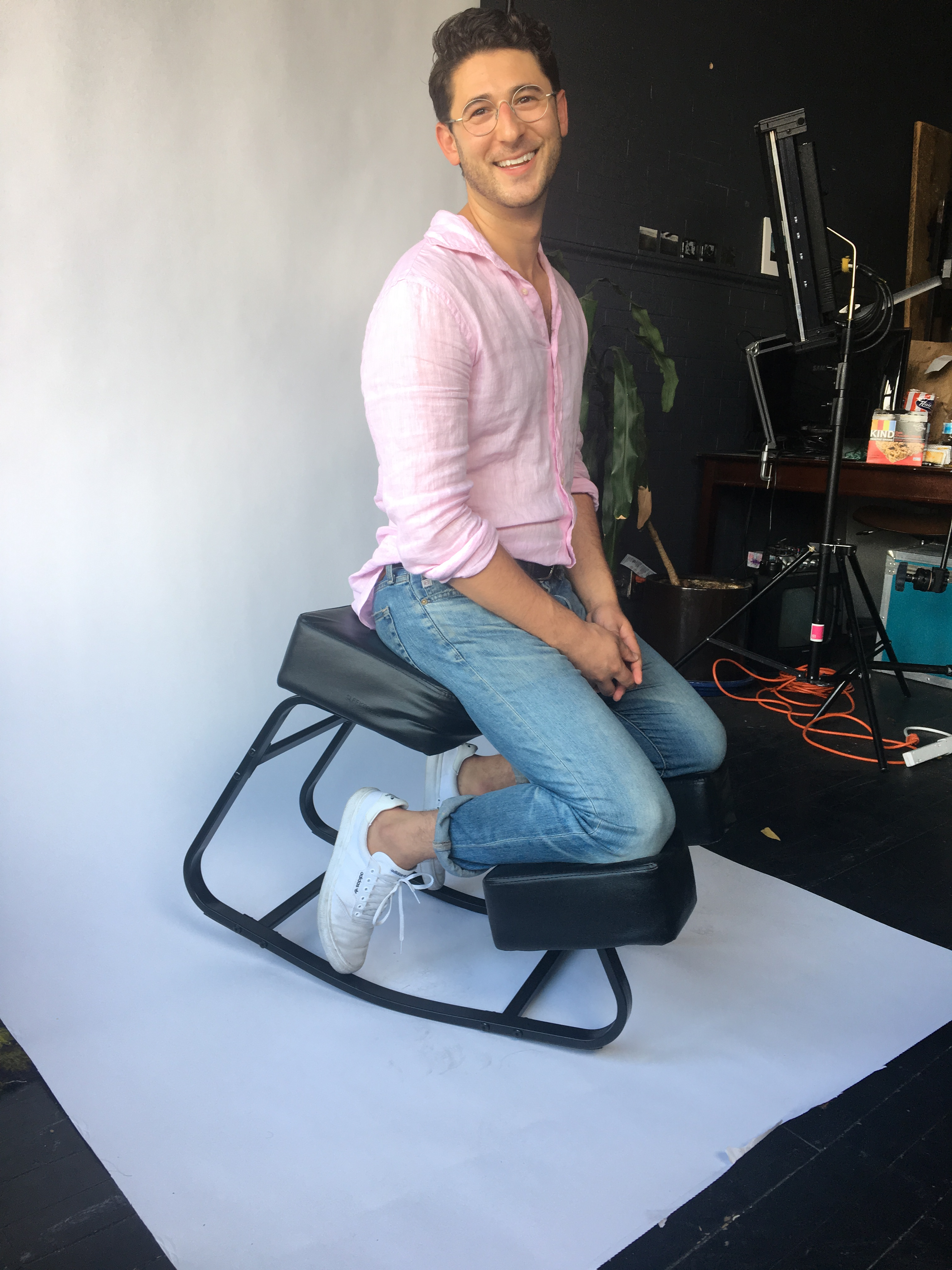
Cadira de genolls

El 1979 Hans Christian Mengshoel va inventar la cadira de genolls moderna, la cadira Balans. Tres dissenyadors noruecs, Oddvin Rykken, Peter Opsvik, i Svein Gusrud van desenvolupar cadires basades en els mateixos principis.

## Propòsits
La cadira de genolls pretén reduir la tensió a l'esquena baixa al dividir el pes de l'usuari entre els genolls i els glutis. No obstant això, no s'ha pogut demostrar que aquestes cadires siguin una solució òptima.
La cadira de genolls crea un angle obert en el cos i manté la columna vertebral alineada. En aquesta postura, si l'usuari s'inclina cap endavant, el cos manté un angle d'almenys 90 graus.
Un malentès respecte aquestes cadires és que el pes de el cos és suportat pels genolls, el que les desaconsella a aquells amb problemes de genoll. No obstant això, en una cadira de genolls adequadament dissenyada la major part del pes de el cos cau en els glutis i l'altre part en les canyelles, no en els genolls. Així, la principal funció de la peça on es recolzen les cames és evitar que el cos llisqui i caigui de la cadira.

## Estudis acadèmics

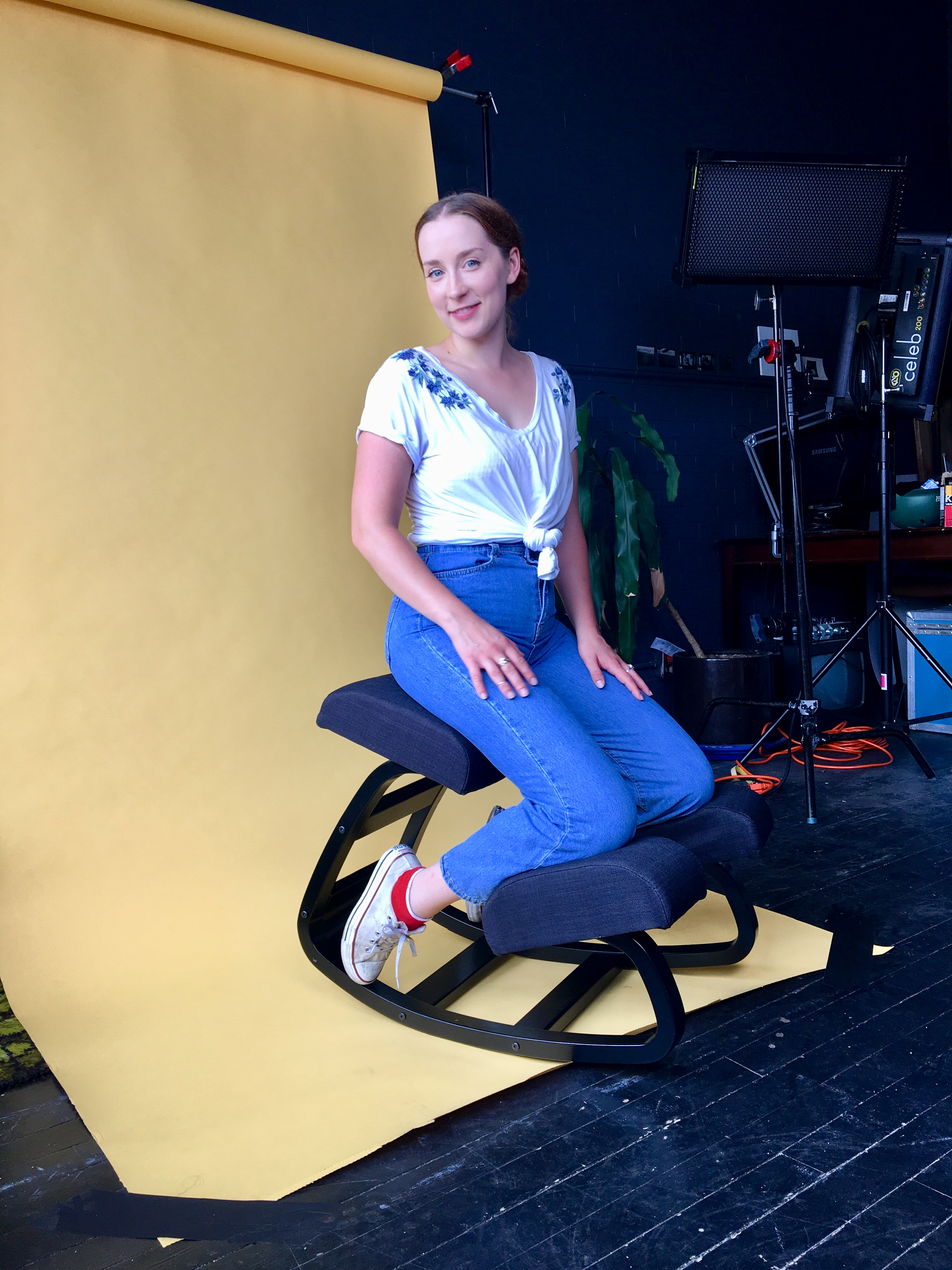
Cadira de genolls tipus balancí

Les conclusions dels estudis científics sobre les cadires de genolls apunten en diferents direccions.
Ericson i Goldie van estudiar la contracció de la columna a usuaris de tres tipus de cadires i van trobar que els usuaris de cadires de genolls es veien més afectats que els usuaris de cadires convencionals.
Els estudis duts a terme pel doctor AC Mandal en els anys 60 i 70 van concloure que les cadires de genolls s'inclinaven la pelvis cap endavant, augmentant l'angle entre el tors i les cuixes, i corregint així l'alineació de l'esquena, el que indicaria que es tracta d'una postura adequada per períodes perllongats.
Drury i Francher van estudiar la cadira Balans original en 1985 i van concloure que en general era «no millor que una cadira convencional i podria ser pitjor que una cadira d'oficina tradicional ben dissenyada».
Lander i els seus col·laboradors van realitzar un altre experiment en 1987 comparant la cadira de genolls amb una cadira convencional i van concloure que les dades «no avalen la pretensió dels fabricants que la cadira Balans afavoreix la reducció de queixes de problemes de dolor de l'esquena baixa.
El 1989 un estudi de 20 subjectes experimentals va concloure que la cadira Balans promovia una curvatura lumbar més àmplia que la cadira de respatller recte durant un ús relaxat al mecanografiar o escriure, i que podria contribuir a el tractament de dolor lumbar.
Un altre estudi de 2008 confirma que «les cadires de genolls dissenyades ergonòmicament amb més de 20 graus d'inclinació mantenen una curvatura lumbar més gran que una cadira d'oficina convencional».